# Picibidion flavomaculatus
Picibidion flavomaculatus là một loài bọ cánh cứng trong họ Cerambycidae.